# 松伏神社
松伏神社（まつぶしじんじゃ）は、埼玉県北葛飾郡松伏町の神社。

## 歴史
創建年代は不明である。ただ江戸時代後期の地誌『新編武蔵風土記稿』に掲載されていることから、少なくとも江戸時代後期には既に存在していたものと推測される。『新編武蔵風土記稿』によれば、当時の松伏村には鎮守の香取神社が二つあり、当社は「後香取」、もう一つの鎮守は「前香取」と呼ばれていた。近くにあった「北之坊」が別当寺であった。北之坊は明治初期の神仏分離により、廃寺に追い込まれた。
1873年（明治6年）、近代社格制度に基づく「村社」に列せられ、1909年（明治42年）の神社合祀により、「前香取」を始めとする周辺の6社が合祀された。その際に「松伏神社」に改称した。1982年（昭和57年）、県道19号線拡張工事のため、現在地に移転した。
当社の行事に「ささら獅子舞」がある。本来は当社に合祀された「八幡社」の行事であった。昭和50年代に存続の危機に立たされたが、松伏町立松伏小学校の児童から希望者を募り、芸能の伝授を行ったことで、何とか危機を脱することができた。

## 文化財
- ささら獅子舞の免許状（松伏町指定有形文化財 昭和50年6月1日指定）[2]
- ささら獅子舞（松伏町指定無形文化財 昭和50年6月1日指定）[3]

## 交通アクセス
- 路線バス内前野停留所より徒歩10分。